# Csenta
Csenta (szerbül Чента / Čenta, németül Tschenta) település Szerbiában, a Vajdaságban, a Közép-bánsági körzetben, Nagybecskerek községben.

## Fekvése
Pancsovától északnyugatra, a Temes jobb partján, Perlasz, Farkasd, Torontálsziget és Baranda közt fekvő település.

## Története
Csenta nevét az 1723-1725-ös gróf Mercy térképén Czentha a lakatlan helységek között szerepelt.
1753-tól a tisza-marosi határőrök kezdtek itt letelepedni, és 1760-ban már Czenta is a tisza-marosi katonai határőrvidékről bevándorolt polgárkatonaságtól megszállott helyek között szerepelt, és új lakosai a falu nevét Leopoldovára változtatták meg.
1768-1770. között a német-szerb Határőrvidék szervezése alkalmával újabb szerb határőrcsaládok telepedtek le itt, 1775-1778-ban a kikindai kiváltságos kerületből is, és 1802 előtt még Écskáról is érkeztek betelepülők.
1872-ben, a Határőrvidék feloszlatása után, Torontál vármegyéhez került.
1888-ban kapta a falu a jelenlegi Csenta nevet.
1910-ben 3179 lakosából 102 magyar, 69 német, 2985 szerb volt. Ebből 173 római katolikus, 2953 görögkeleti ortodox volt.
A trianoni békeszerződés előtt Torontál vármegye Antalfalvai járásához tartozott.

## Népesség

### Demográfiai változások
| 1948 | 1953 | 1961 | 1971 | 1981 | 1991 | 2002 | 2011           |
| ---- | ---- | ---- | ---- | ---- | ---- | ---- | -------------- |
| 3293 | 3298 | 3182 | 3224 | 3192 | 3001 | 3119 | 3119 fő (2002) |

## Nevezetességek

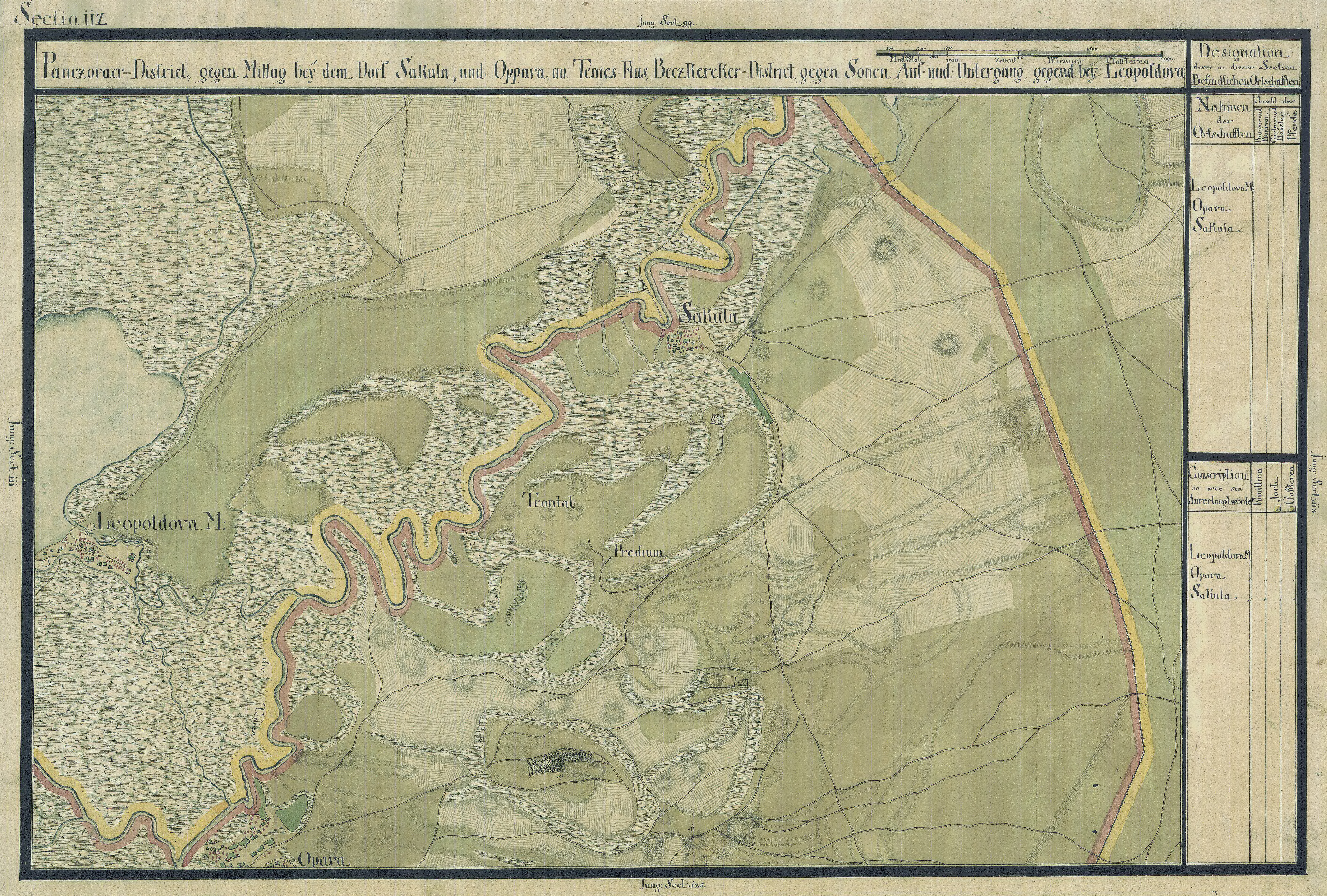
Csenta egy régi térképen

- Görögkeleti temploma - 1820-ban épült